# Daniel Agger
Daniel Munthe Agger (* 12. Dezember 1984 in Hvidovre) ist ein ehemaliger dänischer Fußballspieler und heutiger -trainer. Er spielte als Innenverteidiger für die dänische Nationalmannschaft, Brøndby IF und den FC Liverpool.

## Spielerkarriere
Daniel Agger spielte in seiner Kindheit für den Verein Rosenhøj Boldklub, den er 1996 im Alter von zwölf Jahren verließ, um für die Jugendmannschaft des dänischen Erstligisten Brøndby IF zu spielen. Nachdem der schwedische Nationalspieler Andreas Jakobsson Brøndby IF im Juli 2004 verlassen hatte, gelang Agger der Sprung in das A-Team. Schnell etablierte er sich dort zum Stammspieler und hatte Anteil am Erfolg des Teams, das in der Saison 2004/05 Meister der Dänischen Superliga wurde. Unter dem Einfluss von Teamkapitän Per Nielsen reifte Agger trotz seines jungen Alters zu einem Spieler mit großer Autorität auf dem Spielfeld und wurde im Jahr 2004 von Spillerforeningen (dem dänischen Äquivalent zu der Englischen PFA) zum Talent des Jahres gewählt.
Nach der erfolgreichen Saison in der Superliga wurde Agger in das dänische Nationalteam berufen und gab, wie auch sein Teamkollege Rasmus Würtz, am 2. Juni 2005 im Freundschaftsspiel gegen Finnland sein Debüt für das A-Nationalteam (Dänemark gewann das Spiel 1:0). Das nächste Nationalspiel, das Agger bestritt, war das Freundschaftsspiel gegen England am 17. August 2005 (Dänemark gewann das Spiel 4:1), bei dem er vor allem dem englischen Stürmer Wayne Rooney Probleme bereitete.
Im September 2005 zog er sich bei einem Spiel in der dänischen Superliga eine Verletzung zu, die ihn für den Rest des Jahres außer Gefecht setzte.
Daniel Agger wurde am 6. Dezember 2005 zum dänischen Talent des Jahres im gesamten Bereich Sport gewählt.
Im Transferfenster im Januar 2006 wechselte Agger zum englischen Premier-League-Verein FC Liverpool, dem zu diesem Zeitpunkt amtierenden Champions-League-Titelträger. Am 12. Januar 2006 unterschrieb Agger einen Viereinhalbjahresvertrag und wurde mit einem Wert von 5,8 Millionen Pfund einerseits zum teuersten Fußballspieler, den ein dänischer Verein an einen ausländischen Verein verkaufte, und andererseits zum teuersten Verteidiger, den Liverpool je kaufte. Diverse Verletzungen führten jedoch dazu, dass er im Frühjahr 2006 insgesamt nur vier Spiele für sein neues Team spielen konnte.
Im Mai 2006 wurde er als Spieler für das dänische U-21 Nationalteam für die U-21-Europameisterschaft 2006 ausgewählt. Insgesamt bestritt Agger zehn Spiele und erzielte dabei drei Tore für das U-21 Nationalteam.
Zum Start der Saison 2006/07 war Agger voll einsatzbereit und übernahm den Platz in der Innenverteidigung vom ehemaligen finnischen Nationalkapitän Sami Hyypiä.
Sein erstes Tor für Liverpool erzielte Agger am 26. August 2006 beim 2:1-Sieg gegen West Ham United; das Tor wurde von „Match of the Day“ der BBC zum „Tor des Monats“ gewählt. Am 4. Oktober 2006 wurde ihm der „PFA's Fan Award“ für ausgezeichnete und konstante Leistungen im September überreicht.
Sein erstes Champions-League-Tor für den FC Liverpool erzielte er am 1. Mai 2007 beim 1:0-(4:1 n. E.)-Sieg gegen den FC Chelsea im Rückspiel des Champions-League-Halbfinales. Damit egalisierte er die Niederlage im Hinspiel; nach dem Elfmeterschießen zog der FC Liverpool ins Finale ein, das sie gegen den AC Mailand verloren.
In der Saison 07/08 verletzte sich Agger nach sechs Spieltagen schwer und fiel für den Rest der Saison mit einem Mittelfußbruch aus. In der Folgesaison lief er am 8. Spieltag zum ersten Mal seit über einem Jahr wieder für Liverpool in der Premier League auf. Obwohl er wieder fit war, blieb Agger in dieser Saison meist nur Ersatz hinter den gesetzten Innenverteidigern Martin Škrtel und Jamie Carragher. Trotzdem verlängerte er im Mai 2009 seinen Vertrag in Liverpool bis 2014.
Am 30. August 2014 kehrte Agger für 3 Millionen Pfund zu Brøndby IF zurück und beendete hier 2016 seine aktive Karriere als Spieler.

### Erfolge

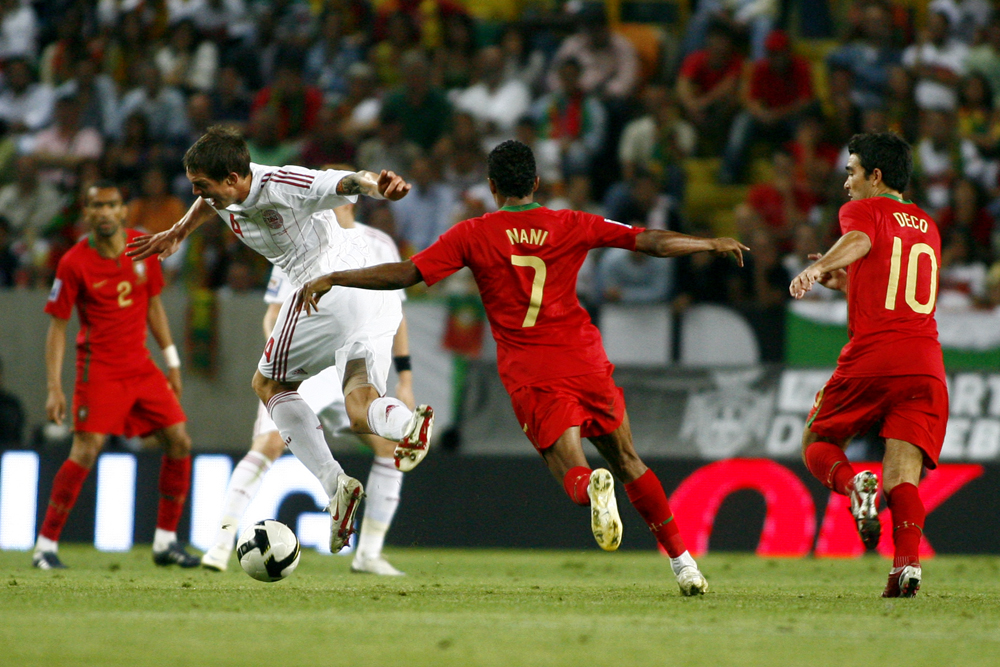
Daniel Agger (in weiß) im September 2008 bei einem Spiel in Portugal zur Qualifikation der WM 2010

- 2004/05: Dänischer Fußballpokal mit Brøndby IF
- 2004/05: Dänische Superliga mit Brøndby IF
- 2006/07: Community Shield mit dem FC Liverpool
- 2011/12: League Cup mit dem FC Liverpool

## Trainerkarriere
Im Sommer 2021 wurde Agger Cheftrainer des dänischen Zweitligisten HB Køge. Nach zwei Jahren mit Platzierungen jeweils im Mittelfeld der Tabelle beendete der Verein die Zusammenarbeit im Sommer 2023. Im August 2024 wurde Agger Co-Trainer der dänischen Nationalmannschaft.